# 巴傑鎮區 (北達科他州拉穆爾縣)
巴傑鎮區（英語：Badger Township）是位於美國北達科他州拉穆爾縣的一個鎮區。

## 地方資料
巴傑鎮區的面積為93.48平方千米，當中陸地面積為92.69平方千米，而水域面積為0.79平方千米。根據2020年美國人口普查的數據，當地共有人口51人，而人口密度為每平方千米0.55人。